# Keke Palmer
Lauren Keyana "Keke" Palmer (Harvey, 26 de agosto de 1993), é uma atriz, cantora, compositora, apresentadora, escritora e dubladora estadunidense. Ficou conhecida pelo papel de True Jackson da série True Jackson, VP da Nickelodeon, e pelo filme Jump In!.(2007) do Disney Channel. Entre seus trabalhos de destaque também estão a série Scream Queens, e os filmes Hustlers (2019) e Nope (2022) de Jordan Peele.
Keke fez sua estreia como atriz em 2004, na comédia Barbershop 2: Back in Business, e fez seu primeiro papel principal no elogiado filme Akeelah and the Bee, de 2006. Em 2007, lançou seu primeiro álbum de estúdio, So Uncool. Também dublou a personagem Peaches, em Ice Age: Continental Drift (2012) e Ice Age: Collision Course (2016).
Ela recebeu vários prêmios, incluindo dois Primetime Emmy Awards, cinco NAACP Image Awards; junto com indicações ao Daytime Emmy Awards e Screen Actors Guild Award. A revista Time a incluiu em sua lista das pessoas mais influentes do mundo em 2019.

## Biografia
Keke nasceu em 26 de agosto de 1993, em Harvey, Illinois, e cresceu em Robbins, também no estado de Illinois. Seus pais, Sharon e Lawrence "Larry" Palmer, se conheceram na escola de teatro, e trabalharam como atores profissionais antes de se estabelecerem em empregos de tempo integral. Seu pai, Larry, trabalha para uma empresa de poliuretano, e sua mãe, Sharon é uma professora e trabalha com crianças com deficiência intelectual. Seu pai também é diácono católico. Ela tem três irmãos, Loreal, a mais velha, nascida em 1989, e os gêmeos Lawrencia e Lawrence, nascidos em 2000.

### 2002-2005: O Início da Carreira
Em 2002, Keke fez um teste para uma produção teatral de O Rei Leão, com nove anos de idade. Em 2003, ela participou do American Juniors, um spin-off do American Idol, mas o show foi cancelado no mesmo ano. 
Em 2004, se muda com sua família se mudou para Los Angeles, e consegue seu primeiro papel no cinema, na comédia,  Barbershop 2: Back in Business. No mesmo ano, participa das séries Cold Case e ER. Em 2005, Keke consegue o papel principal em um piloto para uma nova série do Disney Channel intitulada, "Keke & Jamal", porém, o piloto não é aprovado pelo canal.

### 2006-2007:Akeelah and the Bee,Jump In!eSo Uncool

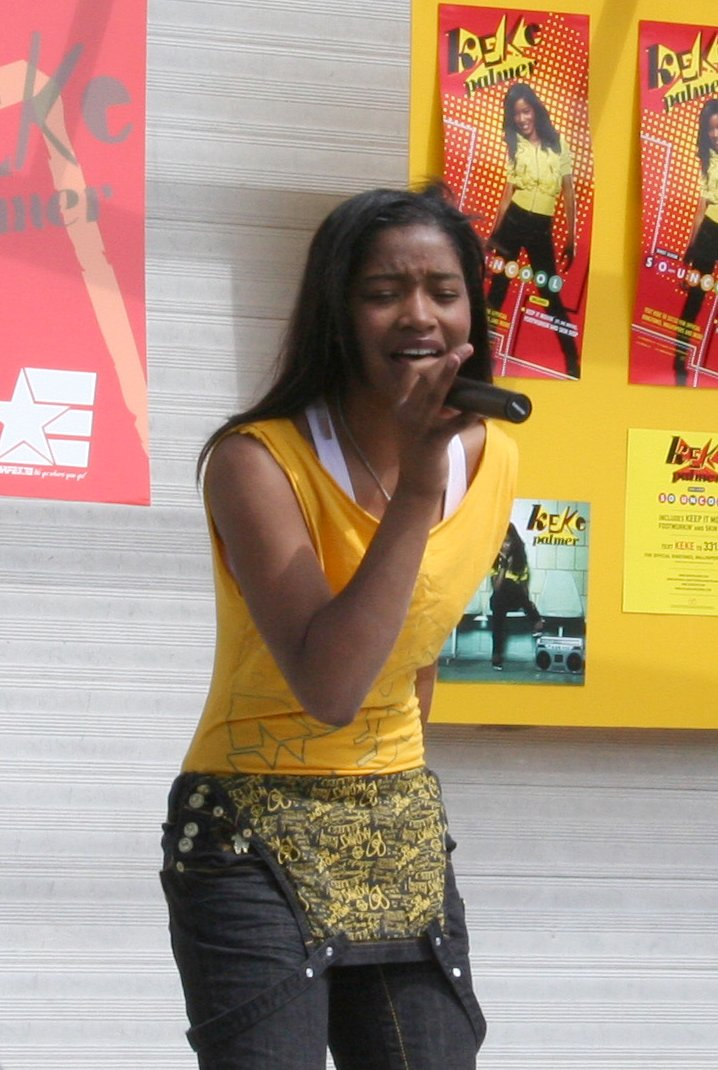
Palmer se apresentando em março de 2008.

Em 2006, Keke consegue seu primeiro papel de destaque no filme Akeelah and the Bee, como Akeelah, uma menina que não desiste de seus sonhos, mesmo enfrentando o racismo, e os preconceitos pelo nível social. O filme foi um grande sucesso de critica, e Keke ganhou um NAACP Image Awards. No mesmo ano, assina com a gravadora Atlantic Records, e seu single de estreia, All My Girlz, entra na trilha sonora do filme Akeelah and the Bee.
Ainda em 2006, ela assina com o Disney Channel para estrelar o filme Jump In!, onde ela interpreta a personagem Mary Thomas, namorada de Izzy Daniels, interpretado por Corbin Bleu. O filme estreou no canal em 12 de janeiro de 2007, com 8,2 milhões de telespectadores, um recorde de audiência para o canal na época, superando The Cheetah Girls 2. Uma trilha sonora com músicas interpretadas pelo elenco do filme foi lançada, e estreou em 5º lugar na Billboard 200, com 49.000 cópias vendidas, e subiu para o 3º lugar na semana seguinte, vendendo 57.000 cópias. Em fevereiro de 2007, o álbum recebeu certificação de Ouro pela RIAA, por mais de 600.000 cópias vendidas nos EUA.
Também em 2006, Keke participou do videoclipe da música "Runaway Love" de Ludacris e Mary J. Blige, como uma garota grávida de 11 anos, e gravou uma música intitulada "Tonight" que foi usada nos créditos finais do filme Night at the Museum. 
Em 2007, Keke regravou a música "True to Your Heart", do filme Mulan, para o álbum DisneyMania 5. Seu álbum de estreia, So Uncool, foi lançado no dia 18 de setembro de 2007, pela Atlantic Records, com o single Keep It Movin'. Mesmo com críticas positivas, o álbum não obteve bom desempenho nas paradas, devido a falta de divulgação, alcançando a posição 86 na parada de álbuns de R&B/Hip-Hop da Billboard. A faixa "Bottoms Up" também ganhou destaque, e entrou na trilha sonora do filme Make It Happen, de 2008.

### 2008-2012:True Jackson, VP,Winx Club & Rags
No início de 2008, Keke regravou a música Reflection, também do filme Mulan, para o álbum DisneyMania 6, encerrando seu contrato com a Disney Records, assim como a Atlantic Records no mesmo ano. 
Após deixar o Disney Channel, Keke foi convidada pela Nickelodeon, para protagonizar sua própria série, True Jackson, VP, onde ela também canta a música de abertura. A série se torna um grande sucesso de audiência, e Keke passa a ganhar 20.000 dólares por episódio, o que na época, a tornou a quarta estrela infantil mais bem paga da televisão. Em julho de 2009, é lançada nos supermercados Walmart, uma linha de roupas inspiradas em True Jackson, VP, com todos os designs aprovados pela própria Keke. Ela também estrelou a comédia The Longshots (2008), ao lado de Ice Cube. Em 2009, Keke assina um contrato com a gravadora Interscope Records, e começou a trabalhar em seu novo álbum.
True Jackson chega ao fim em 2011, após três temporadas. Keke entra para o elenco de dublagem da série Winx Club, também produzida pela Nickelodeon, sendo a dubladora de Aisha, a Fada dos Fluidos no 4º episódio Winx Club: The Shadow Phoenix, dos 4 especiais de uma hora da série.
Em janeiro de 2012, é lançado o filme musical Joyful Noise, estrelado por Keke, Queen Latifah e Dolly Parton. Sua trilha sonora Joyful Noise: Soundtrack, chegou ao 12º lugar na Billboard 200. Em maio, estreia o filme Rags na Nickelodeon, também um musical, estrelado e produzido por Keke, que acompanhou uma trilha sonora que estreou no topo do iTunes Soundtrack, e alcançou o 56º lugar na Billboard 200. O filme atraiu 4,6 milhões de telespectadores em sua estreia, tornando-se um dos filmes originais de maior audiência da Nickelodeon, e o mais assistido de 2012. Em 11 de julho, ela lança o single You Got Me, em parceria com Kevin McCall. Um mês após é lançado o single, Dance Alone. Em 1° de Outubro é lançado uma mixtape intitulada Keke Palmer. No mesmo ano, Keke estreia o filme baseado em fatos reais, Abducted: The Carlina White Story, no canal Lifetime.

### 2013-2015:Filmes, Broadway, Talk Show & Scream Queens
Em 2013, Palmer interpreta Rozonda "Chilli" Thomas na cinebiografia do grupo TLC, CrazySexyCool: The TLC Story,  que foi ao ar em outubro no canal VH1. Em 2014, ela estrelou o filme de terror Animal. Naquele mesmo ano, Keke apresentou um talk show diurno na canal BET, intitulado Just Keke. Ao fazer isso, ela se tornou uma das mais jovens apresentadoras de talk shows da história da televisão; ela recebeu elogios por sua desenvoltura como apresentadora e o show em si foi considerado "inovador". Em setembro de 2014, Palmer se tornou a primeira afro-americana a estrelar como a personagem-título do musical Cinderela na Broadway.
Em 2015, Keke anunciou que havia assinado com a gravadora Island Records. Entre setembro de 2015 a dezembro de 2016, Keke estrelou como Zayday Williams na série de comédia de terror Scream Queens, criada por Ryan Murphy.

### 2016-2020:EP Novo, Livro de Memórias e Programas de TV
Em janeiro de 2016, estrelou como Marty Maraschino no especial de televisão Grease: Live!. Em junho, Palmer lançou "Waited to Exhale", um álbum descartado que ela escreveu durante seu tempo em True Jackson, VP que não foi lançado devido a problemas com a gravadora. Em 4 de novembro, Keke lançou seu segundo EP, intitulado "Lauren", com um curta-metragem de 17 minutos, lançado exclusivamente no site da Billboard.

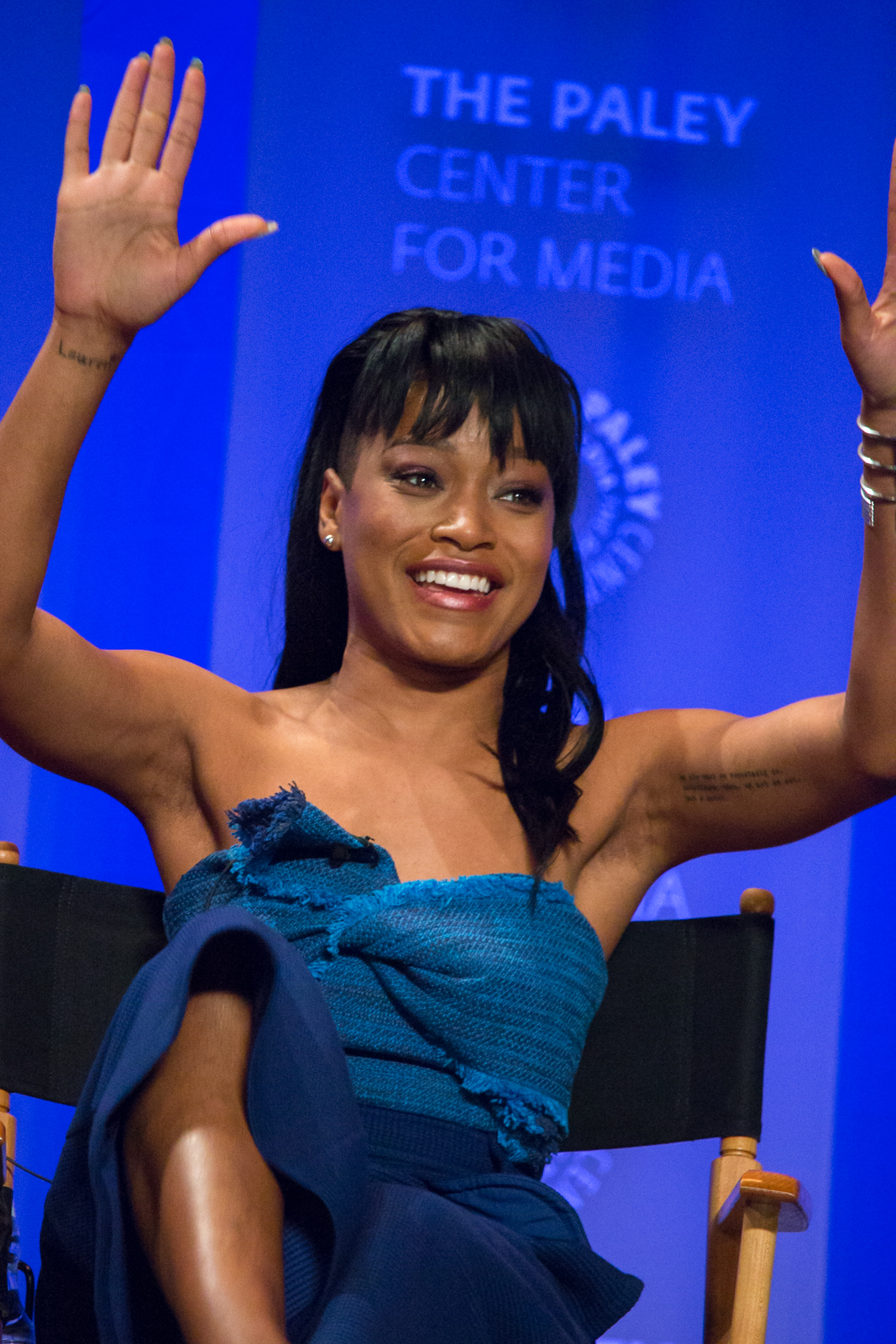
Palmer no PaleyFest em 2016.

Em 2017, Keke lançou seu primeiro livro de memórias, "I Don't Belong to You: Quiet the Noise and Find Your Voice". Nesse mesmo ano, ela se juntou à série dramática Berlin Station, durante sua segunda temporada.
Em abril de 2019, começou a ser co-apresentadora convidado do talk show diurno da ABC, Strahan and Sara, esporadicamente substituindo o co-apresentador Michael Strahan, e regularmente a partir de junho, durante a licença maternidade da co-apresentadora Sara Haines. Em julho, ela se juntou à terceira temporada da série da MTV, Scream, interpretando a personagem Kym Johnson. Em 26 de agosto, Palmer tornou-se permanente.na apresentação de Strahan and Sara, que foi então renomeado para Strahan, Sara and Keke. Em setembro, Keke estrelou como uma "stripper apaixonada" no filme Hustlers, protagonizado por Jennifer Lopez. O filme foi um sucesso de bilheteria e critica.
Strahan, Sara e Keke terminou inesperadamente em março de 2020, quando a pandemia de COVID-19 fez com que a ABC encerrasse a programação ao vivo de sua grade. Mais tarde recebeu uma indicação ao Daytime Emmy Awards de "Melhor Apresentadora de Talk Show de Entretenimento", ao lado de Haines e Strahan. Durante a quarentena, Keke criou e estrelou uma série de comédia em seu canal no YouTube, intitulada, Turnt Up with the Taylors, na qual ela interpretava todos os personagens. Em 28 de agosto, ela lançou um EP intitulado Virgo Tendencies, Pt. 1. Em 30 de agosto, Keke apresentou a 37ª edição do MTV Video Music Awards, em Nova York, no qual ela também apresentou sua nova música "Snack". Em dezembro, ela lançou um novo EP "Virgo Tendencies, Pt. 2".

### 2021-presente:Emmy e Nope
Em 2021, Keke ganhou um Primetime Emmy Award de "Melhor Atriz em Série Curta de Comédia ou Drama" por sua atuação em "Turnt Up with the Taylors". No mesmo ano, apresentou brevemente uma versão do clássico programa de namoro da MTV dos anos 90, Singled Out, na rede de streaming Quibi.
Em 2022, Palmer estrelou o longa Alice, que teve sua estreia mundial no Festival de Cinema de Sundance. Ela também atuou como narradora em Not So Pretty, um documentário da HBO Max, que investiga a indústria da beleza. Nesse mesmo ano, ela estrelou como Emerald Haywood no terror de ficção científica Nope, dirigido por Jordan Peele, pelo qual recebeu atenção da crítica, e sua atuação ganhou o New York Film Critics Circle Award de "Melhor Atriz Coadjuvante". Ainda em 2022, Palmer passou a apresentar um game show na NBC, chamado Password, com Jimmy Fallon como co-apresentador e produtor executivo.
Em junho de 2023, foi anunciado que ela foi convidada a ingressar na Academia como atriz. Ela também estrelou o videoclipe “Boyfriend” de Usher, que foi lançado em 16 de agosto.

## Vida Pessoal
Em fevereiro de 2017, durante uma entrevista ao The Wendy Williams Show, Keke disse que não quer que sua sexualidade seja definida por rótulos; ela acredita que as pessoas devem ser fluidas ao se rotularem, pois suas identidades podem mudar. Em 2019, como parte da campanha #YouKnowMe, ela compartilhou em seu Twitter que fez um aborto aos 24 anos. Ela também tem lidado com a síndrome dos ovários policísticos durante toda a sua vida, e também luta contra a ansiedade e depressão desde criança.
Em 2020, ela marchou em Hollywood, Califórnia, como parte dos protestos do assassinato de George Floyd, e do o movimento Black Lives Matter. Nesse mesmo ano, ela abordou o movimento durante seu monólogo de abertura no MTV Video Music Awards.
Em 2021, Keke começou a namorar Darius Jackson, um instrutor fitness. Em 3 de dezembro de 2022, enquanto apresentava o Saturday Night Live, ela anunciou que estava esperando seu primeiro filho com Jackson. O filho deles nasceu em 28 de fevereiro de 2023, e se chama Leo. Em sua conta no Instagram, Keke postou fotos, e escreveu: “Nasceu durante o Mês da História Negra, com um nome que combina”. O casal se separou em outubro de 2023, após uma série de incidentes envolvendo violência doméstica ao longo de seu relacionamento.

## Discografia
| Ano  | Título                  | Gravadora                | Formato          |
| 2007 | So Uncool               | Atlantic Records         | Álbum de estúdio |
| 2011 | Awaken                  | Independent              | Mixtape          |
| 2012 | Keke Palmer             | Interscope Records       | Mixtape          |
| 2016 | Lauren - EP             | Island Records           | EP               |
| 2020 | Virgo Tendencies, Pt. 1 | Big Bosses Entertainment | EP               |
| 2020 | Virgo Tendencies, Pt. 2 | Big Bosses Entertainment | EP               |
| 2023 | Big Boss                | Big Bosses Entertainment | Álbum de estúdio |

## Filmografia

### Cinema
| Ano  | Título                                    | Papel            | Notas          |
| ---- | ----------------------------------------- | ---------------- | -------------- |
| 2004 | Barbershop 2: Back in Business            | Sobrinha de Gina |                |
| 2006 | Madea's Family Reunion                    | Nikki            |                |
| 2006 | Akeelah and the Bee                       | Akeelah          |                |
| 2007 | Cleaner                                   | Rose Cutler      |                |
| 2007 | Winx Club: The Secret of the Lost Kingdom | Aisha            |                |
| 2008 | The Longshots                             | Jasmine          |                |
| 2008 | Unstable Fables: Tortoise vs. Hare        | Crystal Tortoise |                |
| 2009 | Shrink                                    | Jemma            |                |
| 2010 | Winx Club 3D: Magical Adventure           | Aisha            |                |
| 2012 | Joyful Noise                              | Olivia Hill      |                |
| 2012 | Ice Age: Continental Drift                | Amora            |                |
| 2013 | Curdled                                   | Tara             | Curta-metragem |
| 2014 | Imperial Dreams                           | Samaara          |                |
| 2014 | Animal                                    | Alissa           |                |
| 2015 | Brotherly Love                            | Jackie           |                |
| 2016 | Ice Age: Collision Course                 | Amora            |                |
| 2018 | Pimp                                      | Wednesday        |                |
| 2019 | Hustlers                                  | Mercedes         |                |
| 2020 | 2 Minutes of Fame                         | Sky              |                |
| 2021 | Come Home                                 | Angie            | Curta-metragem |
| 2022 | Alice                                     | Alice            |                |
| 2022 | Lightyear                                 | Izzy Hawthorne   |                |
| 2022 | Nope                                      | Emerald Haywood  |                |
| 2023 | Under the Boardwalk                       | Ramona           |                |
| 2024 | This Is Me... Now                         | Scorpio          |                |
| 2025 | One of Them Days                          | Dreux            |                |
| 2025 | The Pickup                                | Zoe              |                |
| 2025 | Good Fortune                              | Elena            |                |

### Televisão
| Ano       | Título                                 | Papel                                   | Notas                                          |
| --------- | -------------------------------------- | --------------------------------------- | ---------------------------------------------- |
| 2004      | Cold Case                              | Arlene (1939)                           | Episódio: "The Letter"                         |
| 2004      | Strong Medicine                        | Sarina                                  | Episódio: "Healing Touch"                      |
| 2004      | The Wool Cap                           | Lou                                     | Telefilme                                      |
| 2005      | Second Time Around                     | Sharlene                                | Episódio: "Big Bank, Little Bank"              |
| 2005      | ER                                     | Janell Parkerson                        | Episódio: "The Show Must Go On"                |
| 2005      | Law & Order: Special Victims Unit      | Tasha Wright                            | Episódio: "Storm"                              |
| 2005      | Knights of the South Bronx             | Kenya Russell                           | Telefilme                                      |
| 2006–2014 | Winx Club                              | Aisha                                   | 104 episódios                                  |
| 2007      | Jump In!                               | Mary Thomas                             | Telefilme                                      |
| 2007      | Tyler Perry's House of Payne           | Nikki                                   | Episódio: "Bully and the Beast"                |
| 2008–2011 | True Jackson, VP                       | True Jackson                            | 56 episódios                                   |
| 2010      | The Cleveland Show                     | Brandi                                  | Episódio: "Harder, Better, Faster, Browner"    |
| 2011      | Degrassi: The Next Generation          | Ela mesma                               | 2 episódios                                    |
| 2012      | Rags                                   | Kadee Worth                             | Telefilme                                      |
| 2012      | Abducted: The Carlina White Story      | Carlina White                           | Telefilme                                      |
| 2013      | 90210                                  | Elizabeth Royce Harwood                 | 4 episódios                                    |
| 2013      | Key & Peele                            | Tradutor da raiva de Malia              | Episódio: "Obama Shutdown"                     |
| 2013      | CrazySexyCool: the TLC Story           | Chilli                                  | Telefilme                                      |
| 2013      | Full Circle                            | Chan'dra Stevens                        | Episódio: "Jace & Chan'dra"                    |
| 2014      | Single Ladies                          | Ela mesma                               | Episódio: "The Girl Most Likely To..."         |
| 2014      | The Trip to Bountiful                  | Thelma                                  | Telefilme                                      |
| 2014      | Grey's Anatomy                         | Cheryl                                  | Episódio: "We Gotta Get Out of This Place"     |
| 2014      | Family Guy                             | Pam                                     | Episódio: "Baby Got Black"                     |
| 2014      | Masters of Sex                         | Coral Anders                            | 4 episódios                                    |
| 2015–2016 | Scream Queens                          | Zayday Williams                         | 23 episódios                                   |
| 2016      | Grease: Live!                          | Marty Maraschino                        | Telefilme                                      |
| 2016      | Ice Age: The Great Egg-Scapade         | Amora                                   | Telefilme                                      |
| 2016      | Bubble Guppies                         | Stylee                                  | Episódio: "Guppy Style!"                       |
| 2016      | Project Mc2                            | Agente NOV8                             | Episódio: "Mission Totally Possible"           |
| 2017–2019 | Berlin Station                         | April Lewis                             | 19 episódios                                   |
| 2017–2019 | Star                                   | Gigi Nixon                              | 10 episódios                                   |
| 2019      | Scream                                 | Kym                                     | 6 episódios                                    |
| 2019      | Robot Chicken                          | Elisa Maza                              | Episódio: "Musya Shakhtyorov in: Honeyboogers" |
| 2021-2025 | Big Mouth                              | Rochelle Hillhurst                      | 4 episódios                                    |
| 2021      | Insecure                               | Kira                                    | Episódio: "Pressure, Okay?!"                   |
| 2022-2023 | Human Resources                        | Rochelle Hillhurst / Amiga de Connie #2 | 20 episódios                                   |
| 2022-2025 | The Proud Family: Lourder and Prouder  | Maya                                    | 23 episódios                                   |
| 2023      | The Afterparty                         | Danner                                  | Episódio: "Vivian and Zoë"                     |
| 2024-2025 | The Second Best Hospital in the Galaxy | Dra. Klak                               | 16 episódios                                   |

## Prêmios e Indicações
| Ano  | Prêmio                                     | Categoria                                                                         | Trabalho                                | Resultado |
| ---- | ------------------------------------------ | --------------------------------------------------------------------------------- | --------------------------------------- | --------- |
| 2005 | Young Artist Awards                        | "Melhor Performance em Filme de TV, Minissérie ou Especial"                       | The Wool Cap                            | Indicado  |
| 2005 | Screen Actors Guild Awards                 | "Performance de Atriz em uma Minissérie ou Filme para Televisão"                  | The Wool Cap                            | Indicado  |
| 2005 | NAACP Image Awards                         | "Melhor Atriz em um Filme de Televisão, Minissérie ou Especial Dramático"         | The Wool Cap                            | Venceu    |
| 2006 | Chicago Film Critics Association Awards    | "Artista Mais Promissor"                                                          | Akeelah and the Bee                     | Venceu    |
| 2006 | Black Movie Awards                         | "Performance de Atriz em Papel Principal"                                         | Akeelah and the Bee                     | Venceu    |
| 2007 | Young Artist Awards                        | "Melhor Performance em um Longa-Metragem"                                         | Akeelah and the Bee                     | Venceu    |
| 2007 | NAACP Image Awards                         | "Melhor Atriz em um Filme"                                                        | Akeelah and the Bee                     | Venceu    |
| 2007 | Critics Choice Movie Awards                | "Melhor Atriz Jovem"                                                              | Akeelah and the Bee                     | Indicado  |
| 2007 | Black Reel Awards                          | "Melhor Atriz"                                                                    | Akeelah and the Bee                     | Venceu    |
| 2007 | Black Reel Awards                          | "Melhor Performance Revelação"                                                    | Akeelah and the Bee                     | Indicado  |
| 2008 | Young Artist Awards                        | "Melhor Performance em um Longa-Metragem - Jovem Atriz Coadjuvante"               | Cleaner                                 | Indicado  |
| 2008 | Black Reel Awards                          | "Melhor Atriz"                                                                    | The Longshots                           | Indicado  |
| 2009 | NAACP Image Awards                         | "Melhor Performance em uma Série ou Especial Infanto-Juvenil"                     | True Jackson, VP                        | Venceu    |
| 2010 | NAACP Image Awards                         | "Melhor Performance em uma Série ou Especial Infanto-Juvenil"                     | True Jackson, VP                        | Venceu    |
| 2010 | Kids' Choice Awards                        | "Atriz Favorita de TV"                                                            | True Jackson, VP                        | Indicado  |
| 2010 | BET Awards                                 | "Artista Jovem"                                                                   | True Jackson, VP                        | Venceu    |
| 2011 | Young Artist Awards                        | "Melhor Performance em Série de TV (Comédia ou Drama) - Atriz Jovem Protagonista" | True Jackson, VP                        | Indicado  |
| 2011 | NAACP Image Awards                         | "Melhor Performance em uma Série ou Especial Infanto-Juvenil"                     | True Jackson, VP                        | Venceu    |
| 2011 | BET Awards                                 | "Artista Jovem"                                                                   | True Jackson, VP                        | Indicado  |
| 2012 | NAACP Image Awards                         | "Melhor Performance em uma Série ou Especial Infanto-Juvenil"                     | True Jackson, VP                        | Venceu    |
| 2012 | BET Awards                                 | "Artista Jovem"                                                                   | Joyful Noise                            | Indicado  |
| 2013 | Black Reel Awards                          | "Melhor Atriz em Filme de TV ou Série Limitada"                                   | Abducted: The Carlina White Story       | Indicado  |
| 2013 | NAACP Image Awards                         | "Melhor atriz em filme para tv, minissérie ou especial dramático"                 | Abducted: The Carlina White Story       | Indicado  |
| 2014 | BET Awards                                 | "Prêmio YoungStar"                                                                | —                                       | Venceu    |
| 2014 | Black Reel Awards                          | "Melhor Atriz em Filme de TV ou Série Limitada"                                   | CrazySexyCool: the TLC Story            | Indicado  |
| 2014 | NAACP Image Awards                         | "Melhor atriz em filme para tv, minissérie ou especial dramático"                 | CrazySexyCool: the TLC Story            | Indicado  |
| 2015 | NAACP Image Awards                         | "Melhor atriz em filme para tv, minissérie ou especial dramático"                 | The Trip to Bountiful                   | Indicado  |
| 2016 | NAACP Image Awards                         | "Melhor atriz em um filme"                                                        | Brotherly Love                          | Indicado  |
| 2020 | Daytime Emmy Awards                        | "Melhor apresentador de talk show"                                                | Strahan, Sara & Keke                    | Indicado  |
| 2022 | Primetime Emmy Awards                      | "Melhor Atriz em Série Curta de Comédia ou Drama"                                 | Keke Palmer's Turnt Up with the Taylors | Venceu    |
| 2022 | New York Film Critics Circle Awards        | "Melhor atriz coadjuvante"                                                        | Nope                                    | Venceu    |
| 2022 | Newport International Film Festival Awards | "Prêmio Artista de Distinção"                                                     | Nope                                    | Venceu    |
| 2022 | People's Choice Awards                     | "Estrela de cinema feminina de 2022"                                              | Nope                                    | Indicado  |
| 2022 | People's Choice Awards                     | "Estrela de filme de drama de 2022"                                               | Nope                                    | Indicado  |
| 2022 | Saturn Awards                              | "Melhor Atriz de Filme"                                                           | Nope                                    | Indicado  |
| 2023 | Austin Film Critics Association Awards     | "Melhor Atriz Coadjuvante"                                                        | Nope                                    | Indicado  |
| 2023 | BET Awards                                 | "Melhor Atriz"                                                                    | Nope                                    | Indicado  |
| 2023 | Critics' Choice Super Awards               | "Melhor Atriz em Filme de Ficção Científica/Fantasia"                             | Nope                                    | Indicado  |
| 2023 | Hollywood Critics Association Film Awards  | "Melhor Atriz Coadjuvante"                                                        | Nope                                    | Indicado  |
| 2023 | Toronto Film Critics Association Awards    | "Melhor Atriz Coadjuvante"                                                        | Nope                                    | Venceu    |
| 2023 | MTV Movie & TV Awards                      | "Melhor Performance em um Filme"                                                  | Nope                                    | Indicado  |
| 2023 | MTV Movie & TV Awards                      | "Melhor Performance de Comédia"                                                   | Nope                                    | Indicado  |
| 2023 | Primetime Emmy Awards                      | "Melhor Apresentador de Game Show"                                                | Password                                | Venceu    |
| 2023 | Black Reel Awards                          | "Melhor Performance de Dublagem"                                                  | Lightyear                               | Indicado  |
| 2023 | Kids' Choice Awards                        | "Voz favorita de um filme de animação (feminina)"                                 | Lightyear                               | Indicado  |
| 2023 | NAACP Image Awards                         | "Melhor Performance de dublagem de personagens (Filme)"                           | Lightyear                               | Venceu    |
| 2024 | NAACP Image Awards                         | "Artista do Ano"                                                                  | —                                       | Venceu    |
| 2024 | NAACP Image Awards                         | "Melhor direção em filme ou especial para televisão"                              | Big Boss                                | Indicado  |
| 2024 | NAACP Image Awards                         | "Melhor Performance de dublagem de personagens (TV)"                              | The Proud Family: Louder and Prouder    | Indicado  |
| 2024 | NAACP Image Awards                         | "Melhor Podcast de artes e entretenimento"                                        | Baby, This Is Keke Palmer               | Indicado  |